# Genij
Genij (Гений) è un film del 1991 diretto da Viktor Sergeev.

## Trama
Il film racconta di un fisico che diventa il direttore di un negozio di alimentari. Le sue capacità attirano l'attenzione non solo delle forze dell'ordine, ma anche dei criminali.